# Coltello a gravità

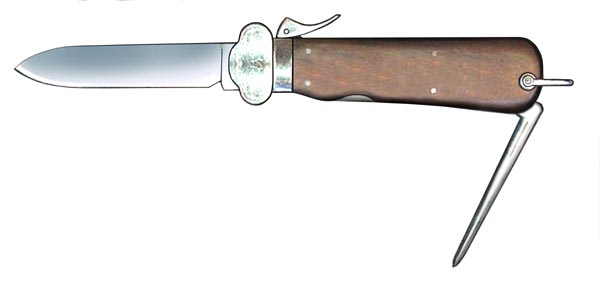
Coltello tedesco a gravità

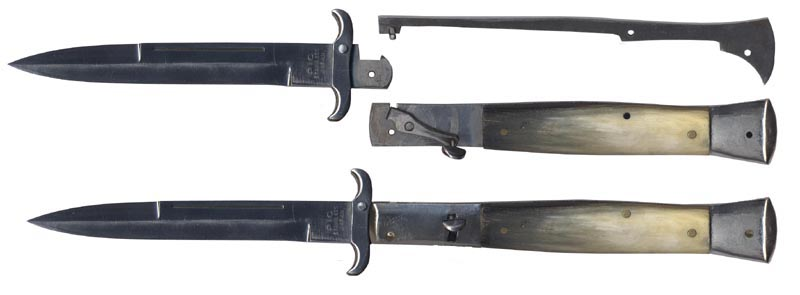
Un simil-Fallmesser

Un coltello di gravità, gravity knife in inglese, è un coltello con una lama contenuta nel manico che fuoriesce tramite la forza di inerzia o di gravità.
Poiché il coltello di gravità richiede gravità o un movimento di rotazione per spingere la lama fuori dalla maniglia, si differenzia sostanzialmente da un coltello a scatto che invece apre automaticamente la lama grazie ad una molla.

## Descrizione
Lo scopo di questo metodo di apertura è che permette di aprire e chiudere il coltello con una sola mano, in situazioni in cui l'altra è occupata.
Un importante uso storico è stato messo in atto dai paracadutisti per tagliare i loro paracadute quando sono aggrovigliati in un albero o in situazioni simili.
Il coltello di gravità utilizza un pulsante o una leva di fulcro per liberare la lama da entrambe le posizioni (aperto e chiuso) e può utilizzare una lama laterale o telescopica. Mentre la maggior parte dei coltelli a gravità militare utilizza un disegno a lama di bloccaggio, altri tipi non possono bloccarsi meccanicamente ma basarsi invece sull'attrito per incastrare la parte posteriore della lama contro l'interno della maniglia.

### Fallschirmjäger-Messer
Uno dei coltelli a gravità più famosi e riconoscibile è il Luftwaffe Fallschirmjäger-Messer, o coltello dei Fallschirmjäger (paracadutisti tedeschi) utilizzato nella seconda guerra mondiale.
Inizialmente prodotto nel 1937 venne dato in dotazione delle truppe di volo e ai paracacadutisti, principalmente per permettere il districamento del paracadute nel caso rimanesse impigliato in un albero o di malfunzionamento dello stesso. Per questo scopo il coltello è dotato di un punteruolo che fuoriesce grazie ad un incavo per sciogliere nodi in caso di necessità. La lama presenta un solo filo e, pur non essendo un'arma da offesa, è possibile utilizzarlo anche in caso di combattimento ravvicinato.
I coltelli di questo tipo presentano due tipi di marchi:
- SMF (Solingen Metallwaren-Fabrik Stocker & Co.): con marchiatura presente prima del 1943;
- RB Nr (Reichsbetrieb nummer): con marchiatura codificata introdotta dopo il 1943 per non permettere l'individuazione delle fabbriche da parte degli alleati.

## In Germania
La portabilità del Fallmesser in Germania è proibita essendo considerata arma, al pari dei serramanici con lama lunga più di 8,5 cm. Può essere usato da ordini professionali quali Bundeswehr, Polizei, doganieri e altri. Altro coltello che può essere utilizzato è il coltello d'emergenza, secondo il Bundeskriminalamt è considerato attrezzo da lavoro e può essere portato da chiunque.